# Operazione Cedar Falls
L'operazione Cedar Falls fu una grande operazione di "individuazione e distruzione" (Search and Destroy) sferrata nel gennaio 1967 da numerose formazioni da combattimento dell'Esercito americano durante la guerra del Vietnam. Forze appartenenti alla 173ª Brigata aviotrasportata e alla 1ª e alla 25ª Divisione di fanteria (appoggiate anche da reparti sudvietnamiti) vennero impegnate con l'obiettivo di distruggere le roccaforti nemiche nel cosiddetto Triangolo di Ferro, uno dei principali santuari del Fronte di Liberazione.

## Storia
In termini di forze impiegate e di potenza di fuoco dispiegata l'operazione Cedar Falls fu la più grande operazione terrestre condotta dalle forze americane durante la guerra. Come le altre maggiori operazioni lanciate dagli americani nel 1967, anche Cedar Falls mirava ad assestare un colpo decisivo ai guerriglieri, impegnandoli in una battaglia di tipo convenzionale. L'intenzione era di usare parte delle forze per spingere le formazioni nemiche nell'area contro un secondo schieramento statunitense e chiudere le forze nordvietnamite e vietcong in una morsa costringendole ad uno scontro diretto.
Sotto il comando superiore del generale Jonathan Seaman, comandante della II Field Force, Vietnam (2ª Forza campale, Vietnam), vennero impegnate due intere divisioni di fanteria, la 1ª Divisione, guidata dal generale William DePuy, e la 25ª Divisione del generale Frederick Weyand, la eccellente 173ª Brigata aviotrasportata, la 196ª Brigata di fanteria leggera, e l'11º Reggimento di cavalleria corazzata, dotato di mezzi meccanizzati.
Ma l'operazione, nonostante le grandi forze impegnate, si risolse tuttavia in un nuovo sostanziale fallimento complessivo. Furono rasi al suolo con il napalm ettari di boscaglia, passati al pettine interi villaggi, perlustrati chilometri di gallerie e scoperti depositi di viveri, ma paradossalmente non si riuscì quasi mai a stabilire un contatto con i Viet Cong. Questi ultimi infatti, essendo stati avvisati per tempo dell'arrivo degli statunitensi, evacuarono l'area a piccoli gruppi, svanendo nel nulla, salvo poi tornare a rioccuparla non appena le forze statunitensi se ne furono andate.
Così si espresse tempo dopo la fine dei combattimenti un generale americano, intervistato a proposito dell'operazione Cedar Falls: "Fu come cercare di disperdere a cannonate uno stormo di farfalle".